# Привітне (Дубенський район)
Приві́тне — село в Україні, у Млинівській селищній громаді Дубенського району Рівненської області. Населення становить 409 осіб.
В різних джерелах можемо бачити наступні назви села: Корити, Корита, Корито.

## Географія
На північно-західній околиці села бере початок річка Путилівка.

## Флора і фауна
Село Приві́тне, як і більшість сіл Західної України, має багату і різноманітну флору і фауну, завдяки м'якому клімату та близькості до природних ландшафтів.

### Флора:
Район навколо Привітного характеризується типовою для Полісся та Західної України рослинністю. Основні види рослин включають:
- Ліси: У навколишніх лісах переважають дуб, сосна, береза, граб і вільха. Влітку та восени тут можна знайти багато грибів та ягід.
- Луки та поля: Сільські території оточені квітучими луками та полями, де росте конюшина, ромашка, кульбаба, мати-й-мачуха, злакові культури.
- Прибережні рослини: Якщо поруч є водойми або річки, то можна зустріти очерет, вербу, рогіз та інші вологолюбні рослини.

### Фауна:
Тваринний світ також є досить багатим:
- Ссавці: У лісах навколо села можна зустріти зайців, лисиць, козуль, кабанів, їжаків, білок.
- Птахи: На луках і полях мешкають шпаки, жайворонки, сороки, ворони. Вздовж водойм можна побачити лелек, чапель та качок.
- Рептилії і земноводні: Тут трапляються жаби, вужі, ящірки, а також саламандри.
- Комахи: Ліси і луки багаті на метеликів, бджіл, джмелів, жуків та мурах, особливо в літній період.

Флора і фауна Привітного відображають природне багатство Полісся та Західної України, зберігаючи екосистеми, які є важливими для збереження біорізноманіття регіону.

## Історія села
Одну із згадок про село знаходимо в двотомному енциклопедичному довіднику Олександра Цинкаловського «Стара Волинь і Волинське Полісся». "Корити, село, Дубенський повіт, Малинська волость, 28 км від Дубна. В кінці 19 ст. було там 40 домів, 333 жителів. В 1583 р. село К. було власністю Якова Мошенськогго, який платив від 10 димів і 5 город(1). В книзі Теодоровича М. І. "Историко-статистическое описание церквей и приходов Волынской епархии. — Почаев, 1888—1903, " (том 2) знаходимо наступний запис «с. Кориты, волости Малинской, Церковь во имя великом. Параскевы. Построена в 1869 году на средства прихожан. Деревянная, на каменном фундаменте, совмещена с такою же колокольнею. Утварью достаточна. Копии метрических книг хранятся с 1779г., а испов. ведом. с 1828г…. Для псаломщ. есть дом построенный прихожанами. Дворов 26 прихожан 203д.об.п. Церковь эта приписана к предшествующему самостоятельному приходу с. Малин 6 вер.»
Землі, які належали церкві і на які був даний дозвіл з 1753 р. поміщика Михайла Палужського, мали такіт розміри: забудови з городами-1дес.614 саж, орної-10 дес., під лісом-6 дес, 1596 саж. Викорччувано лісу на 4 дес.. На 1889 рік було 26 дворів, парафіян-203 чоловіка.
Для порівняння: у документі за 1697 рік зафіксовано у Коритах 20 ґрунтів по 17 десятин у кожному. На кожному ґрунті в середньому по 2 двори, а населення становило 306 осіб (142 чоловіки, 164 жінки). Ці дані підтверджувалися і на чавунній дошці, яка стоялана території теперішньої садиби сім'ї Печончиків.
У 1906 році село Корита Малинської волості Дубенського повіту Волинської губернії. Відстань від повітового міста 26 верст, від волості 6. Дворів 50, мешканців 326.
7 (20) листопада 1917 року, відповідно до Третього Універсалу Української Центральної Ради, увійшло до складу Української Народної Республіки.
По даних перепису за 1921 р.в статистичному довіднику «Skorowidz miejscowości Rzeczypospolitej Polskiej — Tom IX — Województwo Wołyńskie» знаходимо по с. Корита(без врахування колоній Красільно, Фальковщина та Волковня) наступні дані: будинків-65, інших -1,
всього жителів 335, з яких чоловіків 175 та жінок 160.
Релігійного визнання: римо-католицького-11, православного 324.
Національна приналежність: українців-322,поляків-12, інших-1
По колонії Волковня:
будинків-24,
всього жителів 152, з яких чоловіків 77 та жінок 75.
Релігійного визнання: римо-католицького-0, православного 152, євангелістського-0.
Національна приналежність: українців-141, поляків-4, інших-7.
По колоніях: Красільно /Фальковщина: будинків-28/15,
всього жителів 187/102, з яких чоловіків 95/50 та жінок 92/52.
Релігійного визнання: римо-католицького-124/69, православного 51/33, євангелістського-12/0.
Національна приналежність: українців-33/13,поляків-41/31, німецької 12/0, інших-101/58.
У 1913 році на один ґрунт уже припадало по4-5 дворів з чисельністю населення на один двір 6-7 чоловік. Тобто приблизно по 30 чоловік на один ґрунт, що в середньому становило до 6 сотень чоловік. Ще більше зросла кількість поселенців Корит у 1939 році-964 чоловіка.
На 1 січня 1963 року в селі було 359 дворів, де мешкали 627 чоловіків та 721 жінка.
Активно почала заселятися тутешня місцина наприкінці XVIII ст.-на початку XIX ст.
Жителі селилися в основному на берегах Путилівки, яка бере початок із джерел на території села. Тоді волинь після поділу Польщі (1793—1795 рр.) приєдналася до Росії. Це приєднання супроводжувалось розвитком торгівлі. Головними товарами для Волинян стали хліб та ліс. Викорчовуючи, розчищаючи лісові масиви, селяни збільшували посівні площі. Будували тут свої оселі. Так і розширилося Корито, назва якого походить від того, що поселення розташувалося у видолинку, по обидва боки якого тягнулися пасма горбів, вкритих лісами. Дивлячись зверху, місцевість цілком нагадувала корито.
           Є й інші, крім рельєфної, версії походження назви села. Одна з них така-на тутешній території проживав пан Коритко, від імені якого утворилася власна назва.
Інша версія стверджує, що через село проходив шлях і пообіч нього стояло велике корито, з якого напували коней.
На прилеглих до Корита землях виросли хутори Красильно, Фальківщина, Вовківня. Усі ці землі у XIX столітті належали поміщикам Яворівському, Струбчевському, Фальківському.
Наприкінці XIX ст. частину панської території закупили сім'ї чехів. Вони запроваджували більш прогресивні методи обробітку ґрунту і збирали більш високі врожаї. У 1947 р. чехи масово виїхали із населеного пункту у Чехословаччину.
За часів Польщі у селі найзаможнішими селянами вважалися Андріюки, Лебеді, Максимюки. В їхніх руках була зосереджена більшість придатної для обробітку землі. Діти згаданих жителів навчалися у гімназії та Варшавському університеті. А всього у селі 7 дітей мали семирічну освіту, 20 початкову.
Відповідно, багатші селяни жили у добротніших оселях. Таких будівель було 8. Поміщики в селі не жили. А найхарактернішим житлом у Коритах була біла хата-мазанка із солом'яною покрівлею.
Українською мовою навчання в школі почало проводитися у 1939 році. У цьому ж році встановлено в селі радянську владу. Першим сільським головою став Карпо Мельничук. На націоналізованій землі почався процес створення колгоспів, найбільшими прихильниками яких були Сидір Ткач та Олександр Шеремета. Сільгоспартілі одержали назви імені Чапаєва та імені Щорса.
У хаті селянина Наума Осипчука відкрили початкову школу. У червні 1941 року Корито окупували нацистські загарбники, встановлено німецький режим. У його владну структуру ввели Тихона Вітчука, який надалі захистив багато односельців від смерті. У 1942 році нацисти тричі відправляли українських громадян на  роботи до Німеччини. За час війни вивезено 33 чоловіка. Із Фальковщини до Німеччини потрапило 10 осіб, із Терешова-27 чоловік, із Красільного — 10 юнаків та дівчат. Чимало односельців не повернулося додому з війни. На честь односельців, які навік відійшли у вічність, встановлено пам'ятник. У роки Другої світової війни понад 40 жителів села зі зброєю в руках захищали рідну землю від ворога. 25 з них нагороджені орденами та медалями. Особливий героїзм проявив Роман Гриценюк, на грудях якого з'явилися два бойові ордени Червоного прапора та Червоної зірки.    
Першим післявоєнним головою сільради став Костянтин Гордіюк.   Уже в 1944 році в селі відкрито 2 пункти по заготівлі продуктів тваринництва, розгорнуто широку кампанію по займу, відкрито початкову школу. До речі, школа діяла в хаті священника. Вчителювала тоді Тетяна Мороз. У 1947 році відкрито семирічну школу.                                                                                            
Згідно з адміністративно-територіальним поділом село в часи Російської Імперії відносилось до Малинської волості, Дубнівського повіту Волинської губернії, а в часи панської Польщі до гміни Малин, Дубнівського повіту Волинського воєводства. З приходом Радянської влади Указом Президії Верховної Ради Української РСР від 1 січня 1940 року утворено Острожецький район з центром в с Острожець в складі Рівненської області, до якого увійшло с. К.
Указом Президії Верховної Ради Української РСР від 21 січня 1959 року «Про ліквідацію деяких районів Рівненської області» було ліквідовано Острожецький район і створено Млинівський район. Відповідно с. К. увійшло до новоствореного р-ну. Село Корито Млинівського району Ровенської області перейменовано на село Привітне Указом Президії Верховної Ради Української РСР від 31 грудня 1980 року N 1403-X.
Березень 1950 року. Організовується місцевий колгосп імені Щорса. Головою обрано Івана Мельничука. У Красільному в той час організовується сільгоспартіль «Сталінський шлях». Пізніше ці господарства, а також колгосп імені Куйбишева із Терешова об'єдналися. Головою об'єднаного колгоспу став Василь Федчук. На початку 50-х років у володінні колгоспу ім. Щорса 1400 га орної землі. Землю обробляли кіньми та вручну. У 1952 році  Малинська МТС виділила на Корита два трактори на сезон. Хліб молотили паровою молотаркою. У 1953 р. зорганізовано місцеву тракторну бригаду, у якій на перших початках налічувалося 3 трактори. У 1958 р. в колгоспі вже було  16 тракторів, 4 зернокомбайни, 2 кукурудзяних комбайни, 5 бурякових комбайнів, 13 автомобілів. На тракторній бригаді працювало 84 механізатори.
Зростало і поголів'я утримуваної в колгоспі худоби. У 1951 році — у господарстві налічувалося 30 корів,49 свиней. 1967 р.-740 свиней, 800 голів ВРХ, 500 овець.
На кінець 50- років в особистому користуванні жителів Корит було 4 телевізори та 11 мотоциклів. Першим придбав мотоцикл Антон Мацегон.
Згідно «Історі] міст і сіл Української РСР. Ровенська область»  в радянські часи в селі була розміщена садиба колгоспу ім. Щорса. За господарством було закріплено 1975 га землі, у тому числі 1515 га орної. Спеціалізувався колгосп на зерно-буряковому рільництві та м'ясо-молочному тваринництві. В селі працювала восьмирічна школа (понад 200 учнів, 12 учителів, клуб, бібліотека, фельдшерсько-акушерський пункт.
Зараз колгоспна земля розпайована. В основному селяни віддали свої паї в оренду фермерам сільськогосподарським підприємствам.
В 1954 році виникла партійна організація, у якій на обліку налічувалось 22 представники, а в 1948 році виникла комсомольська організація, яка налічувала 48 чоловік.
В 1968 році в селі відкрито Пам'ятний знак землякам, які загинули у ВВВ в 1941—1945 роках.
На сьогоднішній час в селі працює Привітненська загальноосвітня школа І-ІІ ступенів Млинівської районної ради Рівненської області, у якій навчається 60 учнів та працює 15 викладачів та 7 чоловік технічного персоналу.
12 червня 2020 року, відповідно до розпорядження Кабінету Міністрів України № 722-р від «Про визначення адміністративних центрів та затвердження територій територіальних громад Рівненської області», увійшло до складу Млинівської селищної громади.
19 липня 2020 року, в результаті адміністративно-територіальної реформи та ліквідації Млинівського району, село увійшло до складу Дубенського району.

## Органи влади
До 2016 - адміністративний центр Привітненської сільської ради. У її підпорядкуванні знаходились села Привітне і Терешів.
Сільський голова Німець Валентина Миколаївна (2015 рік).
Від 2016 у складі Млинівської селищної громади

## Освіта
Привітненська гімназія

## Релігія
Церква Різдва Пресвятої Богородиці Української Православної Церкви Київського патріархату 

## Медицина
Фельдшерсько-акушерський пункт села Привітне

## Відомі люди
- Цинкаловський Олександр Миколайович
- Теодорович Микола Іванович